# Patrola Šlapeto
Patrola Šlapeto je hudební skupina, která se systematicky věnuje interpretaci nejslavnějších hospodských kupletů, popěvků a písní devatenáctého a první poloviny dvacátého století a převážné části repertoáru génia české písničky Karla Hašlera.

## Historie
Skupinu založil v roce 2001 Radan Dolejš a Karel Hoza pod názvem Patrola. V roce 2007 skupina začíná používat název Patrola Šlapeto.

## Členové skupiny

### Současní členové
- Radan Dolejš: kytary, sbory, zpěv, moderace, principál
- Karel Hoza: akordeon, sbory, zpěv, kapelník
- Tomáš Jelínek: mandolína, zpěv, sbory, moderace
- Pavel Fišar: nástroje, sbory
- Milan Černý: kontrabas
- Milan Jakeš - housle, zpěv
- Oťas Litomiský: zpěv, sbory, moderace

### Hosté, spolupracovníci
- Robert Papoušek: zpěv, sbory, ruchy a poruchy
- Vendula Příhodová: zpěv
- Johanka Kopačková: zpěv
- Milan „Gibbon“ Klindera: housle, kytara, sbory
- Alois Zatloukal - housle, zpěv
- Jan Rychta: housle, zpěv
- Jan Ježek: bicí
- Luboš Focko: zpěv
- Marek Ženkl: zvuk pódiový i studiový

## Diskografie
- Máš-li kapičku štěstí (Robert Papoušek), Venkow Records a.s. 2001
- Zpráva o stavu pražských hospod 2003, Venkow Records a.s. 2002
- Všechny naše holky (Robert Papoušek), Venkow Records a.s. 2003
- 2CD Karel Hašler 125 (Patrola Šlapeto a hosté), Universal Music s.r.o. 2004
- Máme v kleci papouška (Internetové CD), 2005
- Četnické mini CD (Internetové CD), 2007
- 2CD Ta naše písnička česká, Universal Music s.r.o. 2008
- Ručičky nebojte se… 20 let, R.T.D., s.r.o., T Production CZ 2009
- Minialbum Hašlerky 2010, www. patrola-slapeto.cz 2010
- DVD Patrola Šlapeto „Zivě v Semaforu“, T Production CZ 2010
- Patrola Šlapeto „Živě“, Český Rozhlas Silvestr 2010, 2010
- CD/DVD Praha-srdce Evropy, Československá muzika 2013
- CD Mým domovem ztichlá je putyka, R.T.D.,s.r.o. Plzeňský Prazdroj a.s. 2014
- 2DVD Koncert pro Patrika – Patrola Šlapeto a hosté, Československá muzika 2014
- CD/DVD Mým domovem ztichlá je putyka, Československá muzika 2014
- Patrola Šlapeto - Hezká vzpomínka 2016 (25 písní Karla Hašlera, příloha publikace Karel Hašler - písně)
- CD/DVD Chytila Patrola... 2017

## Rádio
- Dostaveníčko s První republikou 1-44 (2015 - 2018) kabaretní pořad skupiny Patrola Šlapeto (Country rádio)

## TV
- Pocta Karlu Hašlerovi galakoncert k 75 výročí tragického úmrtí lendárního českého písničkáře ( ČT 2017)
- Má vlast 2018 - galakoncert k 100 výročí vzniku ČSR (ČT 2018), společné vystoupení se slovenskou skupinou Lojzo
- Silvestr na faře (Tv Noe 2018) Netradiční zábavný pořad s moderátory Prokopem Siostrzonkem a Lucií Výbornou, skupinami Hradišťan a Patrola Šlapeto a řadou dalších zajímavých hostů.
- Vysílá Tv První republika I a II (Tv Relax 2015)
- Vysílá Tv První republika III a IV (Tv Relax 2016)
- Vysílá Tv První republika V a VI (Tv Relax 2017)
- Vysílá Tv První republika VII a VIII (Tv Relax 2018)